# Razdolnaja
Razdolnaja (ryska: Раздольная), även känd som Suifenhe på kinesiska, är en flod som rinner igenom den ryska provinsen Primorskij kraj och den kinesiska provinsen Heilongjiang.
Det kinesiska namnet på floden, Suifenhe, härstammar från det manchuiska namnet Suifun, vilket betyder "syl" och syftar på den sylformade snigelarten Oncomelania.
Floden har också gett namn åt den kinesiska staden Suifenhe, som är belägen på den rysk-kinesiska gränsen.